# Dharamsala
Dharamsala či Dharamsála (hindsky: धर्मशाला, výslovnost dharm'šála spisovně, dharamsála hovorově, někdy též uváděna jako Dharamšala či Dharmašala) je město v indickém státě Himáčalpradéš. Město je známé především díky tomu, že v jeho části, zvané McLeod Ganj (hindsky: मकलॉड गंज, výslovnost maklód gaňdž), sídlí Ústřední tibetská správa včetně současného dalajlámy Tändzina Gjamccha. K roku 2001 měla Dharamsala 19 034 obyvatel.

## Historie
Město bylo založeno Brity v letech 1815 až 1847. V roce 1849 vznikla Dharamshala jako vojenský tábor pro jednotky umístěné v Kangra a svůj název přijala podle staré hinduistické svatyně. Dharamshala zůstala nevýrazným horským městem až do přílivu tibetských uprchlíku. V roce 1959 se zde usídlil dalajláma a předseda vlády Indie mu a jeho stoupencům umožnil v roce 1960 vytvořit exilovou vládu. Od té doby nepřetržitý proud uprchlíků proměnil město v miniaturní Tibet s buddhistickými chrámy, školami, řemeslnými organizacemi, meditačními centry, knihovnou a lékařským střediskem.